# قناة الرشيد
قناة الرشيد الفضائية، (بالإنجليزية: Al Rasheed TV)‏، هي قناة تلفزيونية فضائية مستقلة تم افتتاحها عام 2009 حيث تم افتتاح استوديوهاتها ومركز البث الخاص بها في العاصمة بغداد كما تمتلك عددا من المكاتب الفرعية في عدد من الدول العربية ومنها دولة الإمارات العربية المتحدة وجمهورية مصر العربية والأردن إضافة إلى انتشار مكاتبها في عموم محافظات العراق، يملك قناة الرشيد الأستاذ سعد عاصم الجنابي رئيس التجمع الجمهوري العراقي.
تملك قناة الرشيد إذاعة تابعة لها وهي إذاعة الرشيد التي تغطي العاصمة بغداد وعدد من المحافظات الأخرى (البصرة، الموصل، كركوك).

## سياستها
- قناة علمانية لا تمثل أي جهة لها مركز أو سلطة في الحكومة العراقية الجديدة.[2]
- لا تمثل أي جهة دينية أو طائفة معينة في العراق
- قناة حيادية منوعة تشمل الأخبار والترفية
- الدقة في نقل الخبر والتأكد من صحة الأخبار المنقولة لإثبات مصداقية القناة
- تستهدف القناة فئة الشباب من خلال إنتاج برامج تحاكي طموحاتهم وتقف معهم في تحقيق أحلامهم وتطلعاتهم.

## أهم برامجها
- أكبر كذاب - الجزء الثاني (2013)- مسلسل كوميدي من إخراج علي أبو خمرة ومهند أبو خمرة
- أكبر كذاب - الجزء الأول (2012)- مسلسل كوميدي من إخراج علي أبو خمرة ومهند أبو خمرة
- Go Cash - برنامج مسابقات وجوائز
- موناسين ويه أبو ياسين - تقديم ماجد ياسين
- مقلب وليمة - تقديم حافظ لعيبي
- برنامج يوم جديد - تقديم أحمد نجم
- برنامج نيوزروم - تقديم هارون الرشيد
- برنامج الموضوع - تقديم علي عماد
- برنامج حوار سبورت
- برنامج مجلة الرشيد
- برنامج الساعة الأخيرة
- برنامج أبيض وأسود
- برنامج أخطائي : تقديم نزار الفارس
- برنامج غلطة الشاطر
- برنامج المشهد الأخير - تقديم هيفاء الحسيني
- برنامج حبات اللؤلؤ
- برنامج لقاء خاص
- برنامج هلا بالخميس - تقديم محمد رياض
- برنامج أخطائي - تقديم نزار الفارس
- برنامج طباب خير - تقديم عمر محمد
- برنامج الثامنة - تقديم أحمد الطيب
- برنامج المشهد الأخير - تقديم هيفاء الحسيني